# ييفيميجا
الصربية ييفيميجا (ييلينا ميرنيافيتشييفيتش)، عاشت من عام 1349 حتى عام 1405، هي ابنة فويخنا وأرملة يوفان أوغليشا ميرنيافيتشييفيتش، وأول شاعرة اشتهرت أعمالها في الأدب الصربي في القرون الوسطى مثل «رثاء ابن ميت» و«إطراء الأمير لازار».
يُعتبر الرثاء شكلا أنثويا صارما من القصيدة الغنائية الشائع في بعض اللغات السلافية، حيث ارتبطت الروايات السردية الرثائية الطويلة بأغاني ملحمية بطولية (مثل رثاء يارسولافنا في قصيدة «حملة أسطورة إيغور»).

## السيرة الذاتية
اسمها العلمي ييلينا، وهي ابنة قيصر فويخنا من مدينة ذراما وزوجة يوفان أوغليشا ميرنيافيتشييفيتش وهو حاكم إقطاعي صربي عاش في القرون الوسطى. تُعتبر ييلينا التي نشأت في بلاط والدها –أحد كبار المسؤولين عن بلاط الملك– شخصية مأساوية رائعة في التاريخ الصربي لعائلة ميرنيافيتشييفيتش. شارك فويخنا في السلطة القضائية العادلة للخزينة العامة، ولم يكن قيصر (نظير الأمين الأعلى لخزينة للورد) وضابط الخزينة العامة على نمط أمين خزينة الملك أو أمين الخزينة العامة، (حامل منصب القيصر هو ثالث أكبر رتبة ضابط كبير في الدولة بعد الحاكم المطلق والموقر). قدم لها والدها تعليماً حسناً.
يبدو أن الأحداث المأساوية التي حصلت في حياتها شكلت لها مصدر إلهام لمؤلفاتها الأدبية التي كانت محفورة على الوجه الخلفي المصنوع من الذهب للأيقونات أو مطرزة على الأكفان وستائر الكنائس بدلاً من المخطوطات الورقية، حيث تُعتبر الوفاة المبكرة لوليدها الرضيع أوغليشا الذي جاء بعد فترة قصيرة من وفاة والدها فويخنا دليلاً على بداية المآسي التي كانت ستقع علها. دُفن الطفل مع جده في دير هيلاندار الصربي في جبل آثوس، في اليونان، حيث حُظر على النساء الدخول.
أقامت ييلينا في بلاط زوجها ديسبوت يوفان أوغليشا في مدينة سيريس البعيدة عن الدير الصربي، ولم تستطع الأم الشابة زيارة جبل آثوس ولا قبر ابنها في دير هيلاندار والحداد له هناك، حيث يمنع النساء من زيارة جبل آثوس، فما بالك الأديرة.
حفرت ييلينا بدلاً من ذلك رثاءها لابنها الحبيب على الوجه الخلفي للوح المزدوج «الأيقونة ذات اللوحين» التي قدمها تيودوسيدج مطران سيريس كهدية للرضيع أوغليشا في معموديته، وقد اكتسبت هذه القطعة الفنية قيمتها من الذهب والأحجار الكريمة والنحت الجميل للألواح الخشبية، وأصبحت لا تقدر بثمن بعد نقش رثاء ييلينا على الوجه الخلفي لها.
يكمن جمال هذا الرثاء في بساطته وكمية ضبط النفس فيه ووقاره الذي يظهر فيه جلياً حزن الأم، حيث تعترف هذه الأم الشابة بأنها لا تستطيع المساعدة في تخفيف الحزن. تحوّل الأمر الذي كان من المفروض أن يكون صلاة للطفل المتوفي إلى اعتراف أم غير قادرة على إخفاء الألم الداخلي لمولودها.

## معركة ماريتسا
جلبت سنة 1371 مأساة أخرى إلى حياة ييلينا، هذه السنة التي جمع فيها زوجها يوفان أوغليشا مع أخويه فوكاشين مرنيافتشيفتش وغويكو مرنيافتشيفتش جيوشهم لمحاولة منع التهديد المتزايد للدولة العثمانية في منطقة البلقان، حيث التقوا مع الأتراك في معركة ماريتسا التي سميت نسبة لنهر ماريتسا، وقُتل اثنان من إخوة مرنيافتشيفتش مع الجزء الأكبر من جيوشهم.
هنالك لسوء الحظ سرد تاريخي معاصر مفقود للمعركة. فوجئ فوكاشين وفقاً للأسطورة بالأتراك الذين فاق عددهم بشكل كبير وقرروا التخييم في الليلة السابقة للمعركة، ولكن انتظرهم العثمانيين وهاجموا المعسكرات الصربية في غارة ليلية وتمكنوا من تحقيق النصر على عكس كل التوقعات، وقد أُجّل الغزو التركي على راشكا وغيرها من المقاطعات الإقطاعية الصربية عبر دفع تكلفة كبيرة.
عززت هذه المأساة الوطنية من مأساة ييلينا الشخصية، حيث كانت بالفعل أرملة عاجزة تبلغ الثانية والعشرين من عمرها في حالة لا يرثى لها، كما كان عليها أن تغادر البلاط في سيريس ذلك الوقت وتنتقل إلى عاصمة راشكا، كروشيفاتس، حيث قبلت حسن الضيافة من بلاط لازار أمير صربيا وزوجته ميليتسا أميرة صربيا. أصبحت ييلينا راهبة قبل فترة قصيرة من انتقالها إلى كروشيفاتس واتخذت اسم ييفيميجا لها.
طرّزت ييفيميجا التي كانت تبدو ممتازة في فن التطريز أثناء وجودها في بلاط الأمير لازار ستارة أرسلتها كهدية إلى دير هيلاندار، ولم يكن النص المطرز على الستارة من تأليف ييفيميجا بل هو مزيج من مقتطفات لصلاة سيمون اللاهوت الجديد في القربان المقدس والمترجم الحرفي سيمون والقديس يوحنا ذهبي الفم، ولا تزال هذه الستارة الكبيرة المزخرفة والمطرزة بشكل جميل موجودة في دير هيلاندار في جبل آثوس.

## معركة كوسوفو
كانت معركة ماريتسا المأساوية التي حصلت في عام 1371 عبارة عن مقدمة فقط للمواجهة المشؤومة التي وقعت في ميدان قوصوه عام 1389 بين القوات التركية الغازية بقيادة السلطان مراد الأول والمحاربين الصرب بقيادة الأمير لازار، وأفضل ما يمكن وصف معركة قوصوه به بعد مقتل القائدين المجاهدين وهلاك جيوشهم أو كما يُعزى هزيمة الصربيين الذين لم يتمكنوا من التعافي لسنوات عديدة؛ هو التعادل.
كانت معركة قوصوه بالنسبة للصربيين بداية لقرابة خمسة وعشرون قرناً من احتلال العثمانيين والهابسبورغ للأراضي الصربية، قُطع رأس مضيف ييفيميجا وحاميها الأمير لازار بأمر من بايزيد الأول نجل السلطان مراد، مما زاد حزن ييفيميجا مرة أخرى على المأساة الوطنية، فقدان صديقها المحب والمحترم لازار.
عبرت ييفيميجا عن حزنها من خلال الفن حيث طرزت على كفن تابوت لازار نصاً شعرياً من تأليفها خاطبت فيه الشهيد المقدس مباشرةً؛ بدلاً من مخاطبة الله كما كانت العادة، وانتهت من هذا الكفن في عام 1402.
كما قامت قبل موتها بفترة قصيرة في عام 1405 بتطريز النعش بنص كتبت فيه عبارة «تندب الأم ابنها»، مما يشير إلى احتمال أن ييفيميجا كانت تفكر بابنها المتوفي أثناء عملها هذا التطريز، وكان آخر ما قالته:
«نشأت أيها الشهيد الجديد من مفاتن شباب هذا العالم، وأظهرت لك يد الرب القوية قوة وعظمة رجال الأرض، لقد حكمت مساحة شاسعة من الأرض وأسررت بنواياك الحسنة قلوب جميع المسيحين الذين كانوا في عهدتك، وخرجت بقلبك الشجاع ورغبتك بالشرف ضد الأفعى وخصم الكنائس المقدسة، حاكماً على أنه من غير المقبول أن ترى مسيحيي وطنك الأم يغزوهم المحمديين، ولو لم تنجح في ذلك فلتترك العظمة الدنيوية العابرة لتزين نفسك بدمائك الأرجوانية ولتتحد مع محاربي الملك السماوي، وهكذا تكون قد حققت كلتا الرغبتين؛ قتلت الأفعى وتكللت بشهادة الرب العالي، ولا تترك الآن أطفالك المحبوبين الذين تيمتهم بموتك في طي النسيان..... تعال لمساعدتنا أينما كنت، وانظر برفق إلى أضحياتي الصغيرة واعتبرها عظيمة، ولأنني لم أصل في مدحك إلى قدر قيمتك، لكن بقوة قلبي المتواضع أتوقع مكافآت متواضعة، لم تكن بخيلاً عندما كنت في هذا العالم العابر يا مولاي العزيز وشهيدي المقدس –وكم من الأبدية والقداسة التي تلقيتَها من الله– لأنك تغذيت بقوة كبيرة، أنا نفسي في أرض غريبة وأتوسل إليك الآن مضاعفة أن تغذيني وتهدّئ العاصفة الحامية في روحي وجسدي، تقدم ييفيميجا هذا من قلبها لك أيها المقدس!»
توفيت الأم الحزينة والزوجة التعيسة التي استطاعت أن تحول حزنها إلى فن جميل نحو عام 1405.